# Proteste in Iraq del 2011
Le proteste in Iraq del 2011 si inseriscono nel contesto delle coeve proteste nel mondo arabo.

## La rivolta

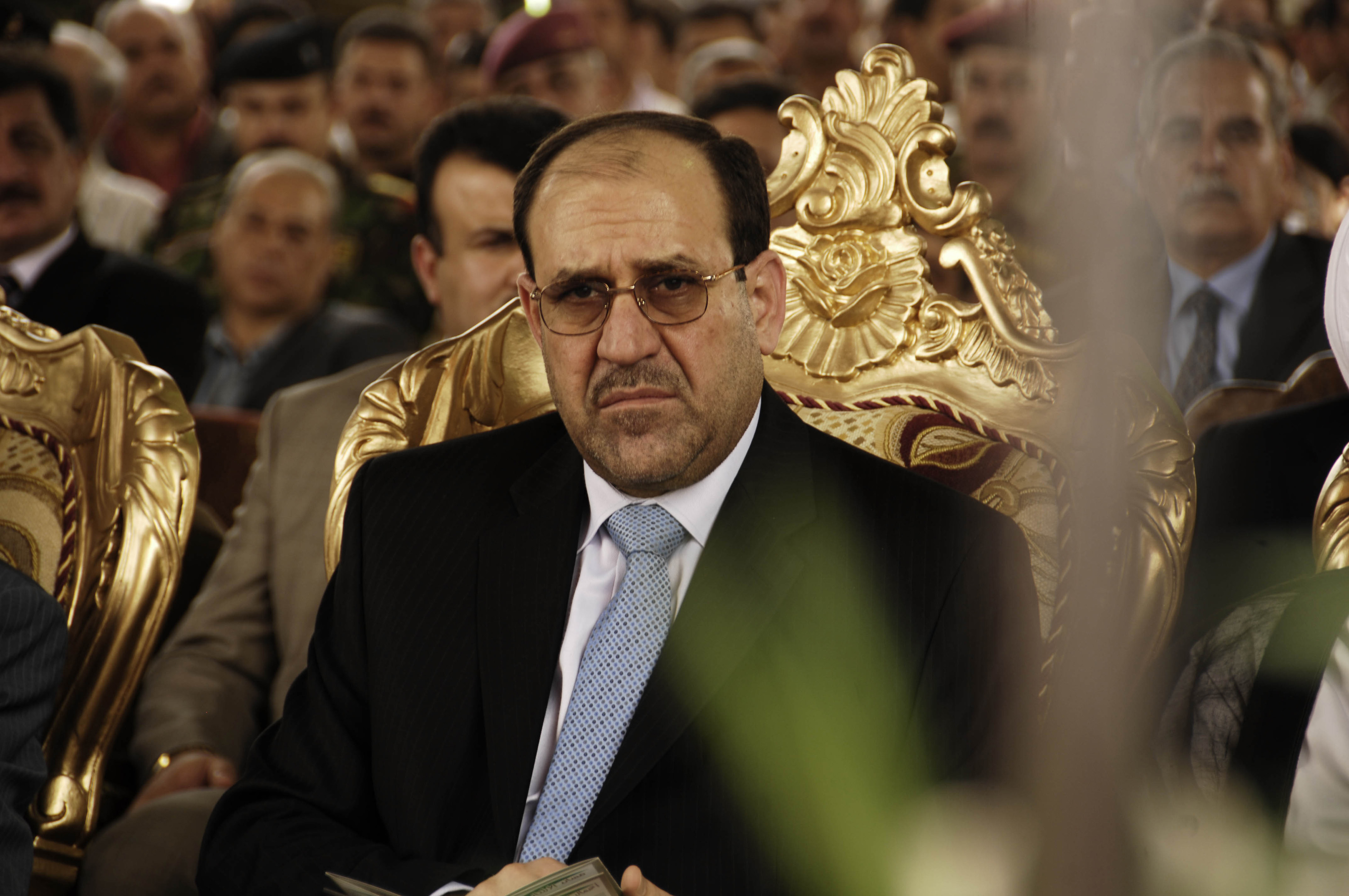
Nuri al-Maliki, premier iracheno dal 2006 al 2014.

Nella giornata del 17 febbraio si verificano i primi segnali di malcontento nel paese: nella provincia di Wassit, a sud di Baghdad, circa 2 manifestanti incendiano due palazzi governativi e protestano contro continui black out alla rete elettrica, problemi alla rete idrica e per l'insoddisfazione contro la crescente corruzione.
Incidenti si verificano tra forze di sicurezza e manifestanti, a causa dei quali rimangono ferite almeno 50 persone, tra cui 10 agenti. A Sulaimaniyah, nel Kurdistan iracheno, una manifestante rimane ucciso e 33 rimangono ferite in scontri scoppiati durante dimostrazioni contro l'inflazione e per la richiesta di riforme, nel corso delle quali manifestanti tentano anche di prendere d'assalto la sede del Partito democratico del Kurdistan di Massud Barzani.
Il 25 febbraio, ribattezzato "giornata della rabbia", in migliaia si riversano per le strade di Bassora, Baghdad e Kirkuk per manifestare contro la corruzione, il malgoverno del primo ministro Al Maliki, e per chiedere di avere maggiore voce in capitolo nella scelta dei propri leader. Violenti scontri registrano a Mosul, nel nord del Paese, ma anche nella capitale: il bilancio riferisce di almeno 5 morti e una cinquantina di feriti. Circa 5 000 persone si radunano nella piazza Tahrir di Baghdad. La folla lancia pietre e scarpe contro gli agenti e i soldati che presidiano la Zona Verde, l'area fortificata dove si trovano l'ambasciata Usa e il Parlamento.
Più tardi il bilancio complessivo riferisce di 14 persone uccise nelle città di Mosul, Hawija, Kirkuk, Samarra e Calar, località curda nella provincia di Diyala. 124 persone, fra cui 17 poliziotti e militari, rimangono ferite in una decina di città, mentre quattro edifici pubblici sono stati dati alle fiamme.
Il 26 febbraio alcuni insorti attaccano la raffineria di Baiji, la più grande del paese. Dopo l'esplosione di un grosso incendio l'impianto viene chiuso.
In seguito all'ondata di manifestazioni che scuote l'Iraq, il sindaco di Baghdad e due governatori rassegnano le dimissioni. All'inizio di marzo le dimostrazioni proseguono e il 4 marzo migliaia di iracheni tornano in strada per il secondo venerdì di protesta, dopo le imponenti manifestazioni della settimana precedente, protestando nella centrale piazza Tahrir di Baghdad. A Bassora invece le forze di sicurezza usano idranti e bastoni per disperdere la folla che si assiepa davanti all'edificio del Consiglio provinciale e si rifiuta di allontanarsi. Manifestazioni si registrano anche a Hilla e Nassiria malgrado il divieto di circolazione stabilito non solo nella capitale ma in diverse province del paese.
Il 7 marzo una manifestazione si svolge a Baghdad, mentre a Falluja centinaia di intellettuali, capi tribali e disoccupati protestano nel centro della città contro la corruzione.